# Шарль Леска
Ка́рлос Іпо́літо Сарале́ґі Леска́, Ша́рль Леска́ (ісп. Carlos Hipolito Saralegui Lesca; 19 лютого 1887, Буенос-Айрес, Архентина — 1948, Аргентина) — франко-аргентинський праворадикальний журналіст і видавець. До початку Другої світової війни навчався у Франції. Після капітуляції Парижа почав співпрацювати з режимом Віші, писав публікації в колабораціоністській газеті Je suis partout, головним редактором якої в той час був Робер Бразійак.

## Біографія
Карлос Іполіто Саралеґі Леска народився в сім'ї баскських емігрантів у Буенос-Айресі. З початком Першої світової війни вступив добровольцем у французьку армію. Там Леска познайомився з лідером монархічного руху «Аксьон франсез» (AF) Шарлєм Моррасом. Вступивши до лав AF, якийсь час ще залишався головним редактором «Je suis partout». У роки Другої світової війни підтримував генерала Петена, активно співпрацював з нацистами, був членом центрального комітету «Легіону французьких добровольців проти більшовизму». Незважаючи на протидію Морраса, Леска видає «Je suis partout» у німецькій зоні окупації. У 1941 році видав антисемітську книгу «Quand Israël se venge».
Після звільнення Парижа втік до Німеччини, пізніше виїхав у франкістську Іспанію. У 1946 році через Уругвай перебрався до Аргентини Хуана Перона. Був одним з перших європейсько-фашистських злочинців, що тікали з Європи за допомогою французького кардинала Ежена Тіссерана та аргентинського кардинала Антоніо Каджіано. В Аргентині Леска організував так звану «пацючу стежку», допомагав нацистським злочинцям ховатися від правосуддя. Так, саме Шарль Леска допоміг П'єру Дайє — бельгійцю зі зв'язками в іспанському уряді — знайти притулок в Аргентині.
Леска був засуджений до смертної кари в травні 1947 року Верховним судом Франції, але, незважаючи на запити видачі з Парижа, так ніколи і не був виданий. Помер в Аргентині в 1948 році.